# Friedhof Delstern

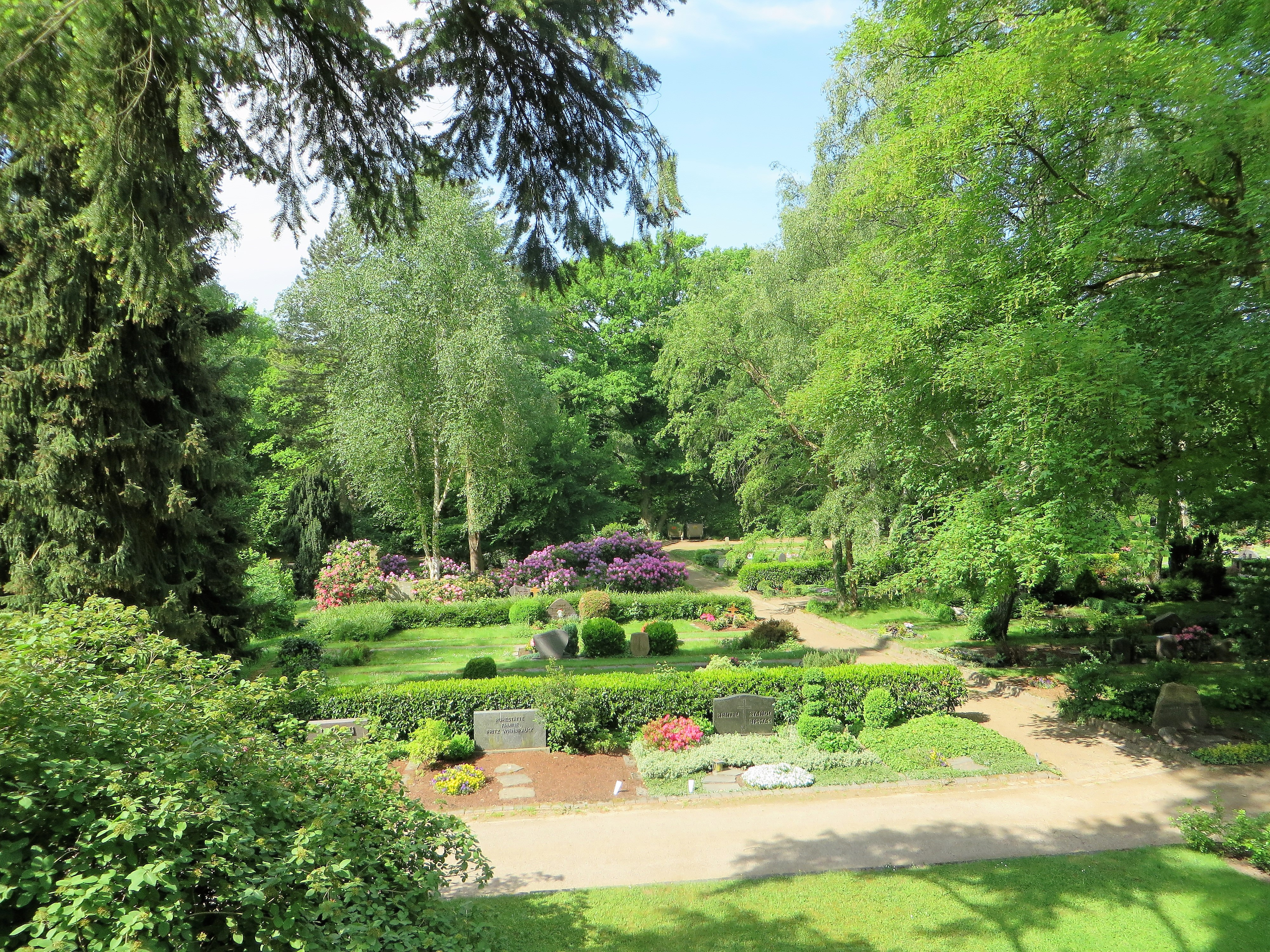
Blick auf den Friedhof Delstern

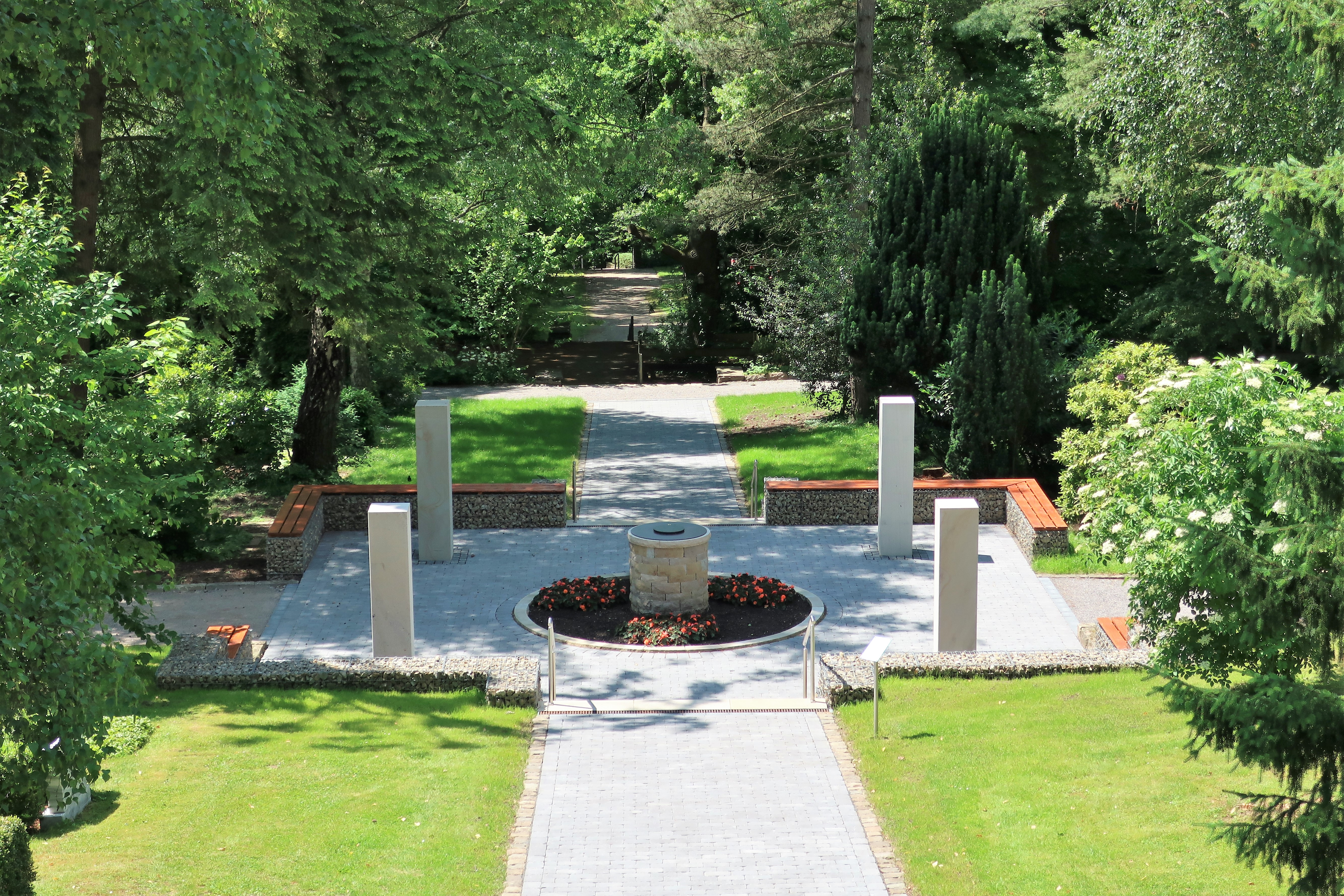
Blick auf den Ewigkeitsbrunnen

Der Friedhof Delstern ist ein städtischer Friedhof in Hagen-Delstern, Am Berghang 30. Auf dem Friedhof befindet sich das Eduard-Müller-Krematorium.

## Geschichte
Der ca. 10,7 Hektar große Delsterner Friedhof ist einer der ältesten kommunalen Friedhöfe in Hagen. Er wurde 1883 durch die Gemeinde Delstern angelegt und nach der Eingemeindung im Jahr 1901 als kommunale Einrichtung von der Stadt Hagen übernommen. In den 1920er Jahren wurde der Friedhof nach den Plänen des damaligen Stadtbaurates Ewald Figge zu einer der schönsten in Hagen um- und ausgebaut.
Auf dem Friedhof Delstern finden sich auffallend viele Gräber und Ehrengräber bekannter Persönlichkeiten der Stadt Hagen. Im Eingangsbereich des Friedhofs steht die von Karl Albiker 1911/12 geschaffene Bronze-Skulptur Die Klagende. Das Ehrengrab des Malers Christian Rohlfs schmückt ein Abguss der 1931 von Ernst Barlach geschaffenen Bronze-Plastik Der lehrende Christus.
Der 16. September des Jahres 1912 wird in der Geschichte der Feuerbestattung Deutschlands immer ein bedeutungsvoller Tag bleiben: an diesem Tage nämlich wurde in Preußen die erste Leiche eingeäschert. Der Schauplatz dieses „historischen Ereignisses“, wie das „Westfälische Tageblatt“ damals diese Einäscherung nannte, war das Krematorium in Hagen, das freigesinnte Bürger der Stadt mit vielen Opfern und Auseinandersetzungen mit der Regierung auf dem Friedhof in Delstern errichtet haben. Erbauer des Krematoriums war der vom Hagener Sanitätsrat Dr. Eduard Müller am 8. Dezember 1892 gegründete „Verein für Feuerbestattung“.
Im Eduard-Müller-Krematorium haben im Jahr 2016 die Architekten Jutta Heinze und Giacomo Riggio einen stilvollen Abschiedsraum geschaffen, der den Hinterbliebenen einen geschützten Rahmen in Würde bietet und ihnen Trost spendet. Charakteristisch ist hier die moderne, lichtdurchflutete und freundliche Architektur, die Trauernden Zuversicht vermittelt.
Der Ewigkeitsbrunnen auf dem Friedhof symbolisiert einen bedeutenden Ort der Erinnerung, der auch nach dem Ablauf der Mindestruhezeit für Urnen lebendig bleibt. In dem Gemeinschaftsgrab können bis zu 500 Urnen beigesetzt werden. Der deutschlandweit erste Ewigkeitsbrunnen von dem Steinbildhauer Timothy Vincent aus Wetter wurde am 4. Juni 2019 eingeweiht.
Auf dem Friedhof gibt es eine Kriegsgräberstätte für 152 Kriegstote, darunter 54 deutsche, 32 sowjetische und 66 sonstige. Vier Denkmäler erinnern an Bombenopfer und Tote des Zweiten Weltkriegs.

## Beigesetzte Persönlichkeiten

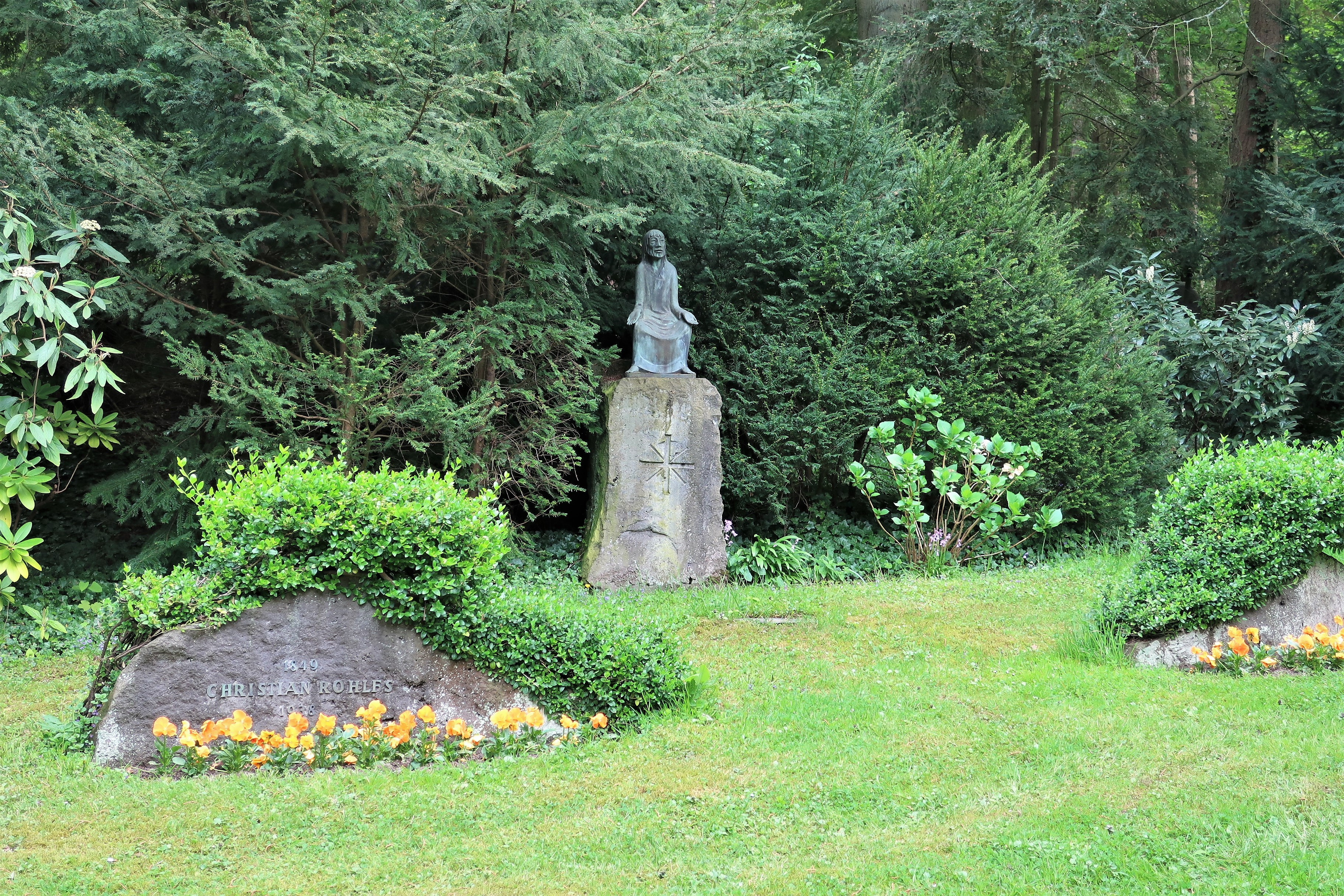
Grabmal Christian Rohlfs

- Eugen Richter (1838–1906), deutscher Politiker
- Christian Rohlfs (1849–1938), deutscher Maler
- Eduard Müller (1854–1931), Sanitätsrat, Namensgeber des Krematoriums
- Willi Cuno (1860–1951), Oberbürgermeister der Stadt Hagen
- Karel Niestrath (1896–1971), deutscher Bildhauer
- Eva Niestrath-Berger (1914–1993), deutsche Bildhauerin
- Karl Jellinghaus (1897–1973), deutscher Sozialpolitiker
- Ernst Meister (1911–1979), deutscher Dichter und Schriftsteller
- Jürgen von Manger (1923–1994), deutscher Schauspieler
- Julius Isidor Stargardter (1881–1944), in den Tod getriebener jüdischer Kinderarzt